# Дюммер
Дю́ммер (нем. Dümmer) — община в Германии, в земле Мекленбург-Передняя Померания.
Входит в состав района Людвигслуст. Подчиняется управлению Штралендорф. Население составляет 1377 человек (на 31 декабря 2010 года). Занимает площадь 31,35 км².
Коммуна подразделяется на 7 сельских округов.